# 卡瓦克區
9°51′13″S 76°37′52″W / 9.8537°S 76.6310°W
卡瓦克區（西班牙語：Distrito de Cáhuac），是秘魯的一個區，位於該國中部瓦努科大區的亞羅維爾卡省，始建於1952年1月3日，面積29.5平方公里，海拔高度3,371米，2005年人口1,915，人口密度每平方公里65人。